# 山中衛
山中 衛（やまなか まもる、1938年10月30日 - 2018年4月17日）は、日本の経営者。HOYA社長、会長を務めた。

## 経歴
東京都出身。1964年に早稲田大学院商学研究科を修了し、ニューヨーク大学院での留学を経て、1965年に保谷硝子(現在のHOYA)に入社。1983年12月に取締役に就任し、1987年12月に常務、1989年6月に専務を経て、1991年6月に副社長に就任し、1993年6月には社長に昇格。2000年6月に会長に就任。
2018年4月17日肝内胆管がんのために死去。79歳没。